# 2019년 페루 지진
2019년 페루 지진은 2019년 5월 26일 페루 로레토주에서 일어난 모멘트 규모 Mww8.0의 지진이다. 진앙은 아마존 밀림 지역인 로레토주 로레토군 지역이다. 지진의 진동은 페루 외에도 에콰도르 지역에도 감지되었고 일부 피해가 있었다. 지진으로 2명이 사망하고 총 30명이 부상을 입었다.
페루 대통령 마르틴 비스카라는 국영 텔레비전 방송에서 교통부 장관과 대동하여 피해 지역에서는 위협에 대피하여 피난 절차를 진행하라고 지시하였다.

## 같이 보기
- 2019년 지진